# Гармоника (наука)
Гармо́ника (др.-греч. ἁρμονική <подразумевается ἐπιστήμη или πραγματεία>, лат. harmonica) в античности, в Средние века, в эпоху Возрождения, реже в Новое время — наука и учение о звуковысотной структуре музыки, т.е. о гармонии. Античная гармоника — прообраз современной научной и учебной дисциплины гармонии (отрасли музыкознания).

## Характеристика
Обязательные отделы (части) гармоники установил в IV в. до н. э. Аристоксен: о звуках (понимаемых музыкально-логически, т.е. как материал для «гармоничного»), об интервалах, о родах, о звукорядах («системах»), о тонах (т.е. о ладах), о метаболах, о мелопее (мелодической композиции). Таким образом, гармоника охватывала все необходимые аспекты звуковысотности, от акустико-математических до музыкально-логических категорий. Сохранились учебные гармоники Клеонида, Никомаха, Гауденция, Алипия, анонимов Беллермана; исследования гармонии (в т.ч. в позднейших пересказах) оставили Адраст Афродисийский, Птолемей и др. Самая поздная (и одновременно самая большая по объему) греческая «Гармоника» принадлежит Вриеннию, она была написана около 1300
Рассмотрение ритма в музыке, стихе и танце не входило в проблематику гармоники. Этой области знания была посвящена другая мусическая наука — «ритмика» (сохранились фрагменты трактата Аристоксена «Элементы ритмики»; ей посвящена часть девятой книги трактата Марциана Капеллы «О бракосочетании Филологии и Меркурия» и т.д.).  
В латинской литературе гармонику также называли «музыкой» (musica), подразумевая не музыкальное искусство (в том смысле, как его принято понимать в Новое время), а науку о звуковысотном строении музыки. В этом смысле, например, название трактата «Основы музыки» (Institutio musica) Боэция нужно понимать как основы гармоники, т.е. учения о гармонии (в античном понимании этого слова). В таком же смысле следует понимать и многочисленные средневековые трактаты-«Музыки» (например, «Musica enchiriadis» Псевдо-Хукбальда, «Музыка» Германа Расслабленного и др.), исследующие не этос музыкального искусства и подавно не практические навыки музицирования (музыкального исполнительства), а излагающие учение о музыкальной гармонии. Как и в греческой античности, в средневековых гармониках (например, в трактате «De harmonica institutione» Регино Прюмского) трактуется звуковысотная структура монодии (григорианский хорал), а не многоголосия. 
В эпоху Возрождения «гармониками» называли свои учения авторы, демонстрирующие свою приверженность античным идеалам. Например, Царлино называет свой трактат (написанный уже на итальянском языке) «Основы гармоники» (Le istitutioni harmoniche). Слово «гармоника» у Царлино и в других ренессансных трактатах (при всём уважении к античности) относят не только к монодии, но и к многоголосию. Таким образом, «гармоника» постепенно приближается к современному основному пониманию гармонии как звуковысотной структуры многоголосной музыки. 
В России понимание гармоники как «науки гармонии» прослеживается вплоть до XIX века, оно зафиксировано в первой русской универсальной энциклопедии Плюшара.

## Старинная гармоника и современнаягармония
Объект изучения старинной гармоники — звук определённой высоты, для которого в ряде трактатов использовался специальный термин др.-греч. φθόγγος (в латинской транслитерации — лат. phthongos), и связи разновысотных звуков такого рода. Звуки (звучания) неопределённой высоты (как, например, вой волка, мычание коровы и т.п., а также речь человека), которые обобщённо именовались экмелическими, нельзя точно измерить, и потому они не могут быть объектом изучения в гармонике. Современная гармония по преимуществу занимается звуками определённой высоты, но также изучает и слитные звучания (как, например, в сонорной музыке).
Старинная гармоника изучает только эммелические звуки, т.е. звуки, пригодные для мелодии. Современная гармония включает в сферу своего рассмотрения любые звуки, например, «грязные ноты» (dirty tones) в джазе, отгласы и другие экмелические явления в музыкальном фольклоре.
Старинная (особенно античная) гармоника изучает звуковысотность одноголосной музыки (склад античной музыки представляет собой по преимуществу монодию). Школьная гармония, ориентирующаяся на классическую мажорно-минорную тональность, изучает преимущественно многоголосную музыку гомофонного склада. Гармоника изучает интервалы и многоразличные монодические лады, школьная гармония изучает (терцовые) аккорды и их закономерные связи на основе лишь двух многоголосных ладов — мажора и минора.
Предмет изучения современной гармонии (например, в учении о гармонии Ю.Н. Холопова) — любая звуковысотная структура любого склада, музыка как одноголосная, так и многоголосная.